# Sylvester zieht den Kürzeren
Sylvester zieht den Kürzeren (Originaltitel: Tweetie Pie; Alternativtitel: So ein süßer Piepmatz) ist ein US-amerikanischer Zeichentrick-Kurzfilm von Friz Freleng aus dem Jahr 1947.

## Handlung
Kater Sylvester, hier Thomas genannt, jagt den Vogel Tweety im Schnee. Sylvesters Frauchen rettet Tweety aus den Pfoten des Katers – Tweety kommt nun in einem Vogelkäfig unter, der an der Decke hängt.
Sylvester versucht vergeblich, an den Vogelkäfig zu kommen. Er stapelt Möbelstücke übereinander, die Tweety jedoch ansägt. Metallmöbel zerstört der Vogel mit einem Schweißbrenner, kappt die Stromzufuhr, als Sylvester mit einem Propeller zum Käfig geflogen kommt und schreit laut um Hilfe, als der Kater mithilfe einer Angel an den Käfig zu gelangen versucht. Jedes Mal erscheint Sylvesters Frauchen, schlägt den Kater mit einem Besen und sperrt ihn schließlich aus.
Zwei weitere Versuche des Vogelfangs schlagen fehl: Sylvester wird angesengt, als er über den Kamin zurück ins Haus gelangen will und auch eine komplizierte Konstruktion, bei der Tweety am Ende von einer Kanonenkugel getroffen werden soll, wendet sich gegen ihn. Zum Schluss versucht Sylvester, den Käfighalter samt Käfig aus der Decke zu sägen. Stattdessen fällt die gesamte Decke zu Boden und Sylvester, der weitere Schläge von seinem Frauchen befürchtet, zerstört den Besen. Nun wird er von Tweety geschlagen – mit einer Eisenschaufel.

## Produktion
Sylvester zieht den Kürzeren erschien am 3. Mai 1947 als Teil der Warner-Bros.-Trickfilmserie Merrie Melodies in Technicolor in den Kinos. Im ARD-Fernsehen wurde er unter dem Titel So ein süßer Piepmatz gezeigt.

## Synchronisation
| Rolle                | Originalsprecher |
| -------------------- | ---------------- |
| Tweety               | Mel Blanc        |
| Thomas (= Sylvester) | Mel Blanc        |
| Sylvesters Frauchen  | Bea Benaderet    |

## Auszeichnungen
Sylvester zieht den Kürzeren gewann 1948 den Oscar in der Kategorie „Bester animierter Kurzfilm“.